# カイル・グロゴスキー
- カイル・グロゴスキ

カイル・グロゴスキー（英: Kyle Glogoski, 1999年1月6日 - ）は、ニュージーランド・オークランド出身のプロ野球選手（投手）。右投右打。MLB・フィラデルフィア・フィリーズ傘下所属。

## 経歴

### プロ入り前とABL時代
2016年2月に行われた第4回WBC予選のニュージーランド代表にわずか17歳で選出された。
2017-2018シーズンより、オーストラリアン・ベースボールリーグ（ABL）のシドニー・ブルーソックスに入団。

### フィリーズ傘下時代
2018年1月にフィラデルフィア・フィリーズとマイナー契約を結んだ。契約後はルーキー級GCLフィリーズで10試合（うち先発8試合）に登板し、4勝0敗、防御率2.31という成績を残した。オフはABLのオークランド・トゥアタラでプレーした。
2019年は、A級レイクウッド・ブルークロウズとA+級クリアウォーター・スレッシャーズに所属。2球団合計で19試合（うち先発14試合）に登板し、5勝3敗、防御率1.68という成績を残した。この年もオフはABLのオークランド・トゥアタラでプレーした。
2020年は新型コロナウイルスの感染拡大の影響でマイナーリーグが開催されなかったため、公式戦での登板はなかった。
2021年はAAA級リーハイバレー・アイアンピッグスで開幕を迎えたが、シーズン初登板の試合で1イニング6失点して直後にAA級レディング・ファイティン・フィルズに降格。6月には右ひじ痛のため故障者リスト入りし、8月末に実戦復帰した。

## 詳細情報

### WBCでの投手成績
| 年 度 | 代 表          | 登 板 | 先 発 | 勝 利 | 敗 戦 | セ ｜ ブ | 打 者 | 投 球 回 | 被 安 打 | 被 本 塁 打 | 与 四 球 | 敬 遠 | 与 死 球 | 奪 三 振 | 暴 投 | ボ ｜ ク | 失 点 | 自 責 点 | 防 御 率 |
| ----- | -------------- | ----- | ----- | ----- | ----- | -------- | ----- | -------- | -------- | ----------- | -------- | ----- | -------- | -------- | ----- | -------- | ----- | -------- | -------- |
| 2023  | オーストラリア | 1     | 1     | 1     | 0     | 0        | 12    | 2.2      | 1        | 0           | 3        | 0     | 0        | 5        | 0     | 0        | 0     | 0        | 0.00     |

### 代表歴
ニュージーランド代表
- 2017 ワールド・ベースボール・クラシック・ニュージーランド代表

オーストラリア代表
- 2023 ワールド・ベースボール・クラシック・オーストラリア代表